# K2-288Bb
K2-288Bb（以前はEPIC 210693462 bと呼称されていた）は、K2-288Bのハビタブルゾーン内を公転するスーパー・アースまたはミニ・ネプチューンに分類される太陽系外惑星である。主星であるK2-288Bは太陽系からおうし座の方向に約226光年離れた位置にある連星系K2-288の中に存在する低質量の赤色矮星である。ケプラー宇宙望遠鏡のK2ミッションからの観測データを分析しているときに市民科学者によって発見され、2019年1月7日にその発見が公表された。K2-288は、K2-138の周囲を公転している6個の太陽系外惑星とK2-233の周囲を公転している3個の太陽系外惑星に続いて、Exoplanet Explorersプログラムによって発見された3番目のトランジット惑星系である。
K2-288Bbは主星のハビタブルゾーン内に存在する可能性が高いため、惑星の組成は不明であるが、生命を維持できる可能性がある。

## 発見
K2-288は、2015年4月から9月まで続いたK2（セカンドライト）ミッションのキャンペーン4中にケプラー宇宙望遠鏡によって観測された。しかし、2つのリアクションホイールが故障した後、ケプラー宇宙望遠鏡の安定性が低下したため、各キャンペーンの開始時に極端な系統誤差が発生し、この数日間のデータはチームによって破棄された。K2-288については、残りのデータでトランジットが2つしか見つからず、フォローアップ観測の実施に値するほどではなかった。その結果、K2-288はより惑星である可能性が高い候補があるために分析の対象外とされた。最初の分析の後、同じチームがより優れた方法を使用してK2によって引き起こされた系統誤差をモデル化し、キャンペーン4のすべてのデータを再処理した。しかし、もう一度目視で確認するかわりに、2017年4月に新しいズーニバースプロジェクトであるExoplanet Explorersにアップロードすることにした。K2-138のような他の惑星系の分析の中で、市民科学者は、赤色矮星EPIC 210693462の3つのトランジットも発見した。何人かのボランティアがEPIC 210693462についての長時間のディスカッションを開始し、現在のトランジットと恒星のパラメータにより、惑星候補は大きさと温度の両方で地球に非常に似ていると結論付けた。これは、元の天文学者チームと、3つのトランジットを同時に発見したNASAゴダードの別のチームの注目を集め、フォローアップ観測が開始された。Adina Feinsteinが率いるチームは、ハワイのW・M・ケック天文台を使用して恒星のスペクトルを取得することから開始し、その結果EPIC 210693462に伴星が存在することが判明した。これは、その伴星がトランジット信号を生成している可能性があり、その場合惑星によるものではないことを意味していた。しかし、チームはそのトランジットが惑星によるものである可能性がはるかに高く、誤検出ではないと結論付けた。そして、ケプラー宇宙望遠鏡からの観測データと、スピッツァー宇宙望遠鏡によって観測されたトランジットを使用して、惑星がどの恒星の周囲を公転しているかを判断し、トランジット信号が伴星の前面をトランジットする惑星と最も適合することを示唆した。その後、チームは惑星の半径、軌道、温度を計算し、2019年1月7日にシアトルで開催されたアメリカ天文学会第233回会合でその結果を発表した。

## 特徴

### 質量・半径・温度
| 地球 | K2-288Bb  |
| ---- | --------- |
| 地球 | Exoplanet |

K2-288Bbは、ほとんどの太陽系外惑星では一般的に見られない半径を持っているため、珍しいものとされている。1.90地球半径では、1.5地球半径と2.0地球半径の間のフルトンギャップ内に位置する。これは、岩石質のスーパー・アースが厚い揮発性物質の層を蓄積し始め、ミニ・ネプチューンに変化する大きさの範囲である。このギャップの真ん中に位置する惑星は珍しく、そのためこのような惑星についてはあまり知られていない。K2-288BbはGJ 9827 dのような低密度のミニ・ネプチューンか、LHS 1140 bのような大きな岩石質のスーパー・アースである可能性がある。質量は現在不明であり、決定するにはドップラー分光法を使用した更なる観測が必要である。その大きさに基づいて、K2-288Bbはおそらく大気の進化か侵食のどちらか、または両方を受けている。また、K2-288BbはK2-288Bのハビタブルゾーン内もしくはその近くを公転しており、惑星が適切な大気と液体の水を持つのにちょうどよい温度となっている。K2-288Bbの平衡温度は226.36 K (−46.79 °C; −52.22 °F)であり、地球の255 K (−18 °C; −1 °F)よりも低い。

### 軌道と自転
K2-288Bbは、連星系の中で2番目の小さい恒星（K2-288B）の周囲に軌道を持っている。主星から約0.164天文単位離れた距離を31.393日の周期で公転している。太陽系の惑星で最も内側に軌道を持つ水星は0.38天文単位離れた距離を88日の周期で公転している。しかし、主星のサイズが小さいため、K2-288Bbはハビタブルゾーン内に位置する。惑星がK2-288Aの周囲を公転している可能性はほとんどないが、もし公転していた場合軌道長半径は0.231天文単位となり、その場合でもハビタブルゾーン内に存在する。K2-288Bbは、どの恒星の周囲を公転しているかに関係なく、自転と公転の同期が発生しているとされる。そのため、片側は永遠に昼であり、もう片側は永遠に夜となる。

### 主星
K2-288Bbは、2つの赤色矮星から構成されている連星系の中に存在する。K2-288Aは太陽質量の52%、太陽半径の45%を持ち、伴星のK2-288Bは太陽質量の33%、太陽半径の32%を持つ。それらは両方とも太陽よりもはるかに低温で暗く、温度はそれぞれ3584ケルビンと3341ケルビンで、それぞれ5772ケルビンである太陽の0.03236倍と0.01175倍である。K2-288Aの金属量は-0.29 [Fe/H]、K2-288Bの金属量は-0.21 [Fe/H]である。K2-288AとK2-288Bは、土星から太陽までの距離の約6倍である、約55天文単位の距離で互いに周回している。

## 居住可能性
K2-288Bbが生命を維持できるかどうかは不明である。約226ケルビンの平衡温度を持ち、ハビタブルゾーン内に位置する可能性が高い。しかし、半径がフルトンギャップ内にあるため、その組成には大きな不確実性がある。K2-288Bbは、潜在的に居住可能な岩石または豊富な水が存在している惑星の可能性があるが、ガス惑星である可能性もある。